# Missions franciscanes de la Sierra Gorda de Querétaro
Les missions franciscanes de la Sierra Gorda de Querétaro a Mèxic, són cinc missions construïdes entre 1750 i 1760, la fundació de les missions és atribuïda a Juníper Serra, qui també va fundar les més importants missions de Califòrnia. Van ser declarades Patrimoni de la Humanitat de la UNESCO l'any 2003.